# Silent Fall
« Témoin silencieux » redirige ici. Pour l’article homophone, voir Témoins silencieux.
Pour plus de détails, voir Fiche technique et Distribution.
Silent Fall ou Témoin silencieux au Québec est un thriller américain réalisé par Bruce Beresford, sorti en 1994.

## Synopsis
Il y a quelques années, le psychiatre Jake Rainer avait transformé sa maison en foyer pour enfants autistes. Toutefois, ses méthodes peu orthodoxes et son refus de recourir aux médicaments lui avaient aliéné ses confrères plus traditionalistes comme le docteur René Harlinger. Par malheur, un de ses pensionnaires se suicida. Bien que totalement disculpé, notamment par le témoignage du shérif Mitch Rivers, Jake décida de fermer le foyer et de ne prendre pour patients que des adultes.
Aujourd'hui, Mitch fait appel à lui. Les Warden ont été poignardés dans leur chambre et la police n'a trouvé sur les lieux que leur fille Sylvie, terrorisée, et son petit frère autiste, Tim, en état de choc. Sylvie déclare avoir à peine entrevu le meurtrier qui l'aurait assommée avant de s'enfuir. Tim, lui, a sans doute assisté au drame, mais ne peut parler. Harlinger est prêt à employer des méthodes drastiques pour sortir l'enfant de son état catatonique. Préférant les techniques « douces » de Jake, Sylvie demande à ce dernier de prendre en charge son petit frère. Poussé par son épouse Karen, Jake finit par accepter. Tim communique par des gestes, des dessins et même des discours, prononcés avec les voix d'autres personnes, car il ne possède pas de « voix » lui appartenant en propre…

## Fiche technique
- Titre original : Silent Fall
- Titre québécois : Témoin silencieux
- Réalisation : Bruce Beresford
- Scénario : Akiva Goldsman
- Direction artistique : John Stoddart
- Décors : David J. Bomba
- Costumes : Colleen Kelsall
- Photographie : Peter James
- Montage : Ian Crafford
- Musique : Stewart Copeland
- Production : James G. Robinson

Coproducteurs : Lynn Bigelow, Penelope L. Foster et Jim Kouf
Producteur exécutif : Gary Barber
- Sociétés de production : Morgan Creek Productions ; Kouf/Bigelow Productions (coproduction)
- Société de distribution : Warner Bros. Pictures
- Pays d’origine :  États-Unis
- Langue originale : anglais
- Genre : Drame et thriller
- Durée : 101 minutes
- Dates de sortie :
  - États-Unis : 28 octobre 1994
  - France : 6 septembre 1995

## Distribution
Légende : Version Québécoise = VQ
- Richard Dreyfuss (VQ : Hubert Fielden) : le docteur Jake Reiner
- Linda Hamilton (VQ : Claudie Verdant) : Karen Reiner
- John Lithgow (VF : Patrick Préjean) : le docteur Harlinger
- J. T. Walsh (VQ : Guy Nadon) : le shérif Mitch Rivers
- Ben Faulkner : Tim Warden
- Liv Tyler (VQ : Violette Chauveau) : Sylvie Warden

## Autour du film
- Premier rôle au cinéma pour Liv Tyler, âgée de seize ans à l'époque du tournage.
- Le tournage a lieu entre octobre et décembre 1993[réf. nécessaire].
- Le film fut nommé au Festival de Berlin pour l'Ours d'or.